# Жених (фильм, 2016)
«Жених» — российская комедия 2016 года, режиссёрский дебют Александра Незлобина. Российская премьера состоялась 15 сентября 2016 года.

## Синопсис
Немец Гельмут знакомится с русской девушкой Алёной, после чего на 9 мая приезжает в Россию с предложением выйти за него замуж. Комедия разворачивается вокруг того, что на праздник пришёл также и бывший муж Алёны, Анатолий.

## В ролях
- Сергей Светлаков — Толя
- Ольга Картункова — Люба
- Сергей Бурунов — Виктор Сергеевич Ерофеев
- Георгий Дронов — Ляпичев
- Александр Демидов — Покучаев
- Филипп Рейнхардт[англ.] (англ.) — Гельмут Фишер
- Светлана Смирнова-Марцинкевич — Алёна
- Дмитрий Никулин — Лёшка
- Наталья Паршенкова — Ира
- Магомед Муртазаалиев — Мага
- Махмуд Гусейнов — брат Маги
- Тимофей Зайцев — танкист
- Марина Кравец — голос жены Ерофеева
- Ян Цапник — Слава, майор полиции
- Роман Мадянов — генерал
- Григорий Багров — пограничник
- Лиза Измайлова — девочка
- Альбина Евтушевская — бабушка № 1
- Виолетта Бекетова — бабушка № 2

## Отзывы и оценки
Фильм получил неоднозначные оценки в российской прессе .

Дмитрий Кузнецов:

В общем, друзья, комедия «Жених» — это небольшой, но шаг вперёд, по сравнению с «Горько!». В этом фильме меньше пьют и веселее шутят на трезвую голову, персонажи живее и человечнее, а сам фильм получился, скажем так — неправдоподобнее, но добрее. Добро в финале однозначно торжествует на всех фронтах, хотя до самого конца мы не будем знать, кого — Гелю (так нежно прозвали великодушные русские люди Гельмута) или Толю — выберет героиня.

Совет критика: не бойтесь безликого постера, а смело покупайте билет, если вы настроены получить хорошее настроение — ибо «Жених» вам его подарит.
Алексей Литовченко:

«Жених» — ущербная и беспомощная пародия на комедию, и мы все, наверное, немного виноваты в том, что она появилась на свет. Но День Победы-то здесь при чём?

## Продолжение
Запланировано продолжение комедии под названием «Жених 2: На Берлин!».